# Antio
Antio är en sjö i kommunen Övertorneå i landskapet Lappland i Finland. Sjön ligger 114,8 meter över havet. Arean är 78 hektar och strandlinjen är 4,64 kilometer lång. Sjön  ingår i Torne älvs huvudavrinningsområde.   Den ligger omkring 36 kilometer väster om Rovaniemi och omkring 720 kilometer norr om Helsingfors. 